# Ligue patriotique des Françaises
La Ligue patriotique des Françaises est une association féminine créée en mai 1902, par scission de la Ligue des femmes françaises, jugée trop monarchiste. Elle se dit ennemie du jacobinisme, du socialisme et de la « juiverie », et constitue un satellite du parti Action libérale populaire (ALP). 
Elle compte 200 000 adhérentes en 1905, 500 000 en 1911, 1 000 000 en 1929 et 1 500 000 en 1932, ce qui fait d'elle la plus importante association féminine de la première moitié du XXe siècle, loin devant les organisations féministes. 
Elle fusionne en 1933 avec la Ligue des femmes françaises pour former la Ligue féminine d'action catholique française. 

## Historique

### Création de la ligue

#### La Ligue des femmes françaises
La Ligue des femmes françaises est créée à Lyon en septembre 1901 dans le contexte de la politique anticléricale réclamée par le parti radical, afin de permettre aux femmes catholiques qui s'y opposent de se fédérer et de peser politiquement. 
Le comité de Paris se forme sous l'impulsion de Jules Lemaître — dirigeant de la Ligue de la patrie française, alors en déliquescence —  et de Jacques Piou. Le provincial de la Compagnie de Jésus, Mlle Veille — Supérieure des Filles du Cœur de Marie — et le cardinal Richard de La Vergne y mettent aussi la main. Tout aussi influent que celui de Lyon, le comité parisien est proche des milieux de l'Action libérale, groupe parlementaire qu'il entend financer pour peser sur les élections. Grâce aux cotisations des membres, il fournit un million de francs les candidats du mouvement de Jacques Piou. 

#### Scission du comité de Paris
Les élections du 11 mai 1902 ne sont pas le succès escompté pour l'Action libérale. Le groupe parlementaire — s'il parvient à obtenir une représentation parlementaire non négligeable — n'a pas permis le retour des catholiques au premier plan de la vie politique. Pour autant, Jacques Piou et Albert de Mun poursuivent l'organisation des ralliés en créant le 17 mai 1902 l'Action libérale populaire, parti qui prolonge l'action du groupe parlementaire. Devant l'échec partiel des législatives, Jeanne Lestra, fondatrice de la Ligue des femmes françaises, décide de retirer son soutien à l'Action libérale populaire pour le prêter aux divers candidats conservateurs (monarchistes, catholiques intransigeants, etc.) en rupture de ban avec l'ALP.
Le comité de Paris refuse ce changement stratégique. En effet, ce comité est sensible aux mots d'ordre des notables catholiques parisiens, eux-mêmes acquis à la cause de Piou. Au contraire, le comité de Lyon défend jalousement son indépendance face aux hommes de l'ALP. Ce conflit politique se double d'un conflit dans la hiérarchie catholique : les jésuites de Paris, à la demande de Léon XIII, jouent de leurs bons offices pour obtenir l'union des droites au sein de l'ALP, tandis que les jésuites de la province lyonnaise condamnent cette dérive libérale et conservent leur attachement au catholicisme intransigeant. Au niveau de l'épiscopat, la désaccord règne entre le cardinal Richard de La Vergne, proche de l'ALP, et le cardinal Coullié qui défend avec vigueur l'indépendance de la LFF. La détermination de la province de Paris porte ses fruits : le jésuite Henri-Régis Pupey-Girard parvient à faire nommer à la tête du comité parisien la baronne de Brigode (comme présidente) et Marie Frossard (comme secrétaire), deux membres de la Congrégation des Filles du Cœur de Marie — très proche de la Compagnie de Jésus —, ce qui a pour effet de consommer la rupture fin mai 1902.

#### Organisation de la nouvelle ligue
Disposant d'une influence non négligeable, le comité parisien fonde la « Ligue patriotique libérale des Françaises » le 21 mai 1902 et entraîne dans la dissidence un certain nombre d'autres comités locaux. Henri-Régis Pupey-Girard en devient l'aumônier. En 1903, la concurrence entre les deux ligues est impitoyable. S'étant également dotée d'une structure départementale, la Ligue patriotique fait basculer de nombreux comités de province de son côté grâce au soutien des évêques. Ainsi, à Bordeaux, le cardinal Lecot pousse le comité départemental de la LFF dans les bras de la Ligue patriotique. En juillet 1902, la ligue change de nom pour s'intituler « Ligue patriotique des Françaises - Action libérale populaire », entérinant son rôle de section féminine de l'ALP.
L'influence des deux ligues rivales semble se stabiliser dans des zones géographiques bien déterminées : si le Midi blanc — connu pour son attachement monarchiste et son catholicisme traditionaliste —, Marseille et la région lyonnaise restent inféodés à la LFF, les départements du Nord, l'Île-de-France, la Savoie et la Bretagne entrent quant à eux dans la mouvance de la Ligue patriotique. En 1903, la Ligue patriotique des Françaises compte 200 comités et 150 000 adhérentes.

### Évolution vers l'action sociale

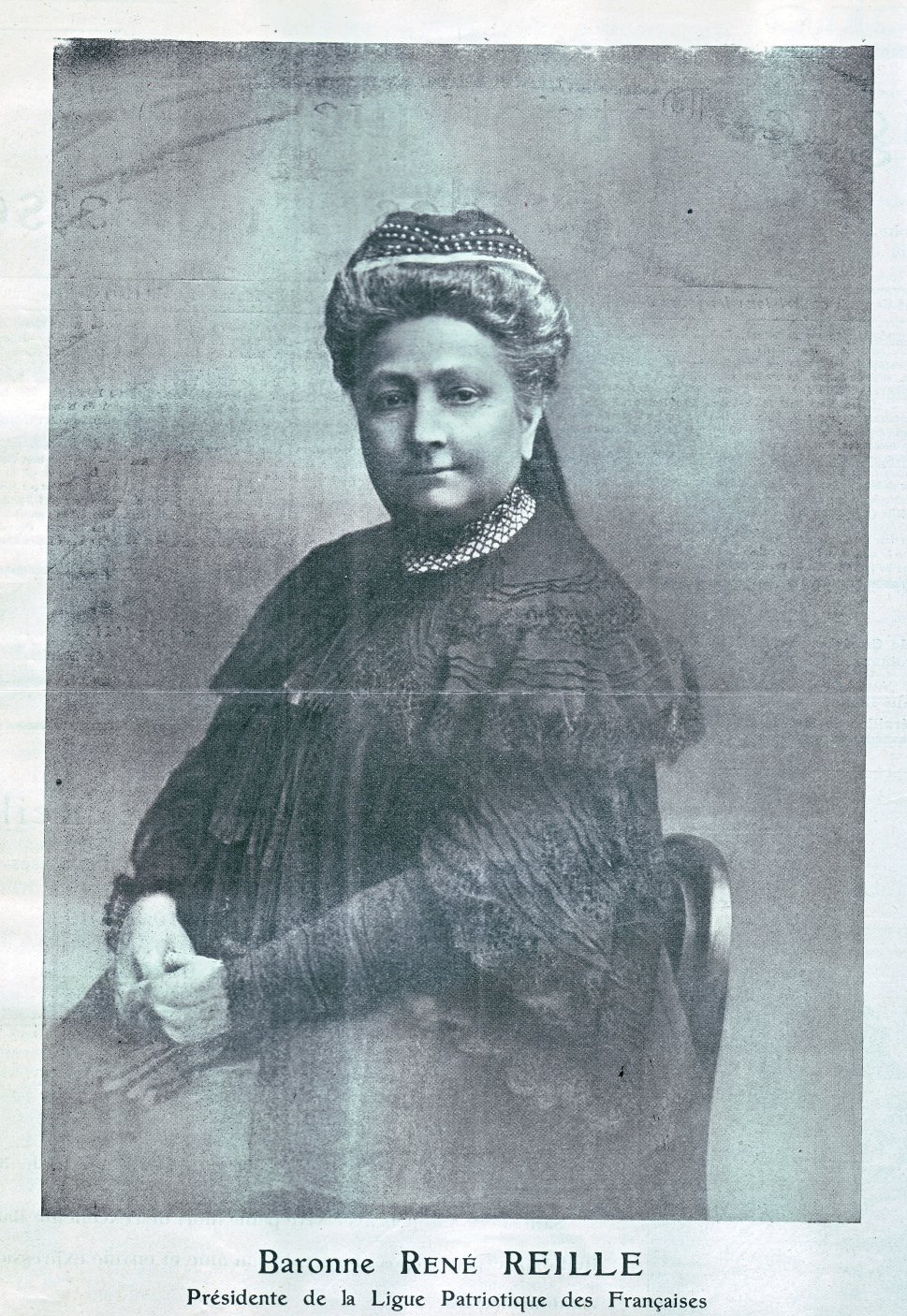
Geneviève Reille, née Soult de Dalmatie, présidente de la Ligue de 1906 à 1910.

Le conseil dirigeant de la ligue est initialement formé de Filles du Cœur de Marie et de proches de députés de l'ALP, surtout issus de la noblesse d'Ancien Régime et de la noblesse d'Empire (la baronne René Reille, une des fondatrices de la ligue, est par exemple la petite-fille du maréchal Soult). Très vite, le conseil s'ouvre également à la bourgeoisie des milieux industriels et bancaires. Pour la baronne Reille, un comité local idéal est formé de « cinq personnes de l'aristocratie, cinq de la bourgeoisie, cinq du commerce et cinq du peuple ».  
Après une première période durant laquelle son objectif principal est d'exercer une forme de pouvoir politique, avec le soutien de « bons candidats » issus de l'ALP, un débat secoue la ligue en 1906 : la Supérieure des Filles du Cœur de Marie conteste la prééminence des préoccupations électorales sur les autres activités de la ligue et menace de retirer le soutien de la congrégation, véritable ossature de la ligue. L'échec du parti aux élections législatives de mai 1906 vient renforcer la fronde, qui se conclut par la démission de la baronne de Brigode.  
Sous la nouvelle présidente, la baronne Reille, la ligue conserve son but de défense de la religion catholique, mais réoriente ses actions en faveur de l'éducation sociale, des interventions de bienfaisance et de l'action sociale. Il s'agit de contribuer à l'éducation morale du peuple au moyen de conférences et d’améliorer ses conditions de vie par le biais de multiples actions : formation de syndicats catholiques, organisation de garderies et d'écoles ménagères, fondation de bureaux de placements, etc.
Cet abandon de la prééminence du politique se fait également sous la pression de Mgr Merry del Val, secrétaire d’État de Pie X, qui s'entretient avec les dirigeantes de la ligue lors du congrès de Lourdes de 1907 et les somme d'abandonner leurs actions électorales, l'ALP étant coupable de catholicisme libéral aux yeux du souverain pontife. De fait, la ligue change de nom et devient tout simplement la « Ligue patriotique des Françaises ».  
Cela n'empêche toutefois pas la ligue de continuer à recruter ses membres dans les milieux catholiques ralliés. De même, elle apporte son soutien — bien que plus discrètement — aux candidats de l'ALP aux élections législatives de 1910 et leur procure des fonds quand ils sont dans le besoin.

### Participation à la guerre scolaire
Les statuts de la Ligue patriotique précisant bien que « l’association a pour but de défendre par tous les moyens légaux les libertés qui intéressent particulièrement les femmes, notamment la liberté de conscience et la liberté d’enseignement », il n'est pas étonnant qu'elle se soit impliquée dans la guerre scolaire qui suit l'affaire Morizot de 1907. La ligue apporte en effet son soutien aux catholiques hostiles à l’école laïque et diffuse leurs thèses auprès du public féminin par le biais de tracts, de « causeries familiales » et de la vente des journaux de La Bonne Presse comme La Croix. 
En septembre et octobre 1909, la ligue prend en charge la diffusion auprès des familles de la Lettre paroissiale des évêques de France. Cette lettre condamne l'école laïque et sa neutralité religieuse, position qui est également adoptée par la ligue comme le montre l'extrait d'une de ses réunions :  

« Premièrement, l’école laïque prépare le malheur du foyer ; car l’enfant qui ignore ou qui nie les devoirs envers Dieu, premier auteur de sa vie, méconnaîtra ses devoirs envers ses parents, seconds auteurs de sa vie. L’autorité divine est la seule source des autorités secondaires. Deuxièmement, l’école laïque prépare la ruine de la société, car l’enfant qui ne croit pas aux sanctions futures, n’a plus de motifs suffisants pour réprimer ses passions. […] Enfin, l’école prépare la perte du bonheur éternel qu’elle n’apprend ni à estimer ni à conquérir. […] »

Les comités départementaux de la ligue participent également aux troubles qui marquent la seconde guerre des manuels dans le diocèse de Cambrai, la Loire-Inférieure, la Charente-Inférieure et les Vosges. Dans ce dernier département, la Sûreté générale affirme dans son rapport du 2 mars 1910 qu'elle « tient complètement en main la propagande antiscolaire ».
A l'issue de la guerre scolaire, la Ligue patriotique des Françaises absorbe le Comité des dames de la Ligue de la patrie française, qui avait également participé à la défense de l'éducation religieuse.

### Formation d'une action catholique féminine

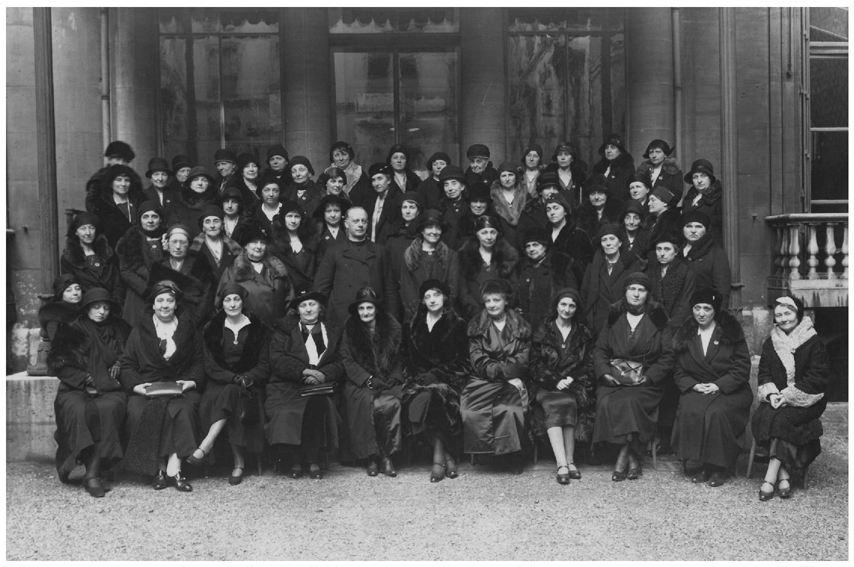
Conseil dirigeant de la Ligue patriotique des Françaises, en 1927.

La baronne Reille étant décédée en 1910, c'est la vicomtesse de Vélard qui prend la présidence de la ligue. Cette dernière devient alors une action catholique féminine, destinée à entretenir la foi chez les femmes françaises, à diffuser la doctrine sociale de l’Église et à être la courroie de transmission de toutes les directives de Rome. C'est d'ailleurs sous l'impulsion de la ligue que se tient le premier congrès de la fédération internationale des ligues catholiques féminines, à Bruxelles en 1910. Ce congrès vient prolonger l'action engagée par l'Union de Fribourg.
En 1914, la Direction de la Sûreté générale estime à 545 000 le nombre d'adhérentes de la ligue, ce qui témoigne d'un gain d'influence régulier depuis les 400 000 ligueuses de 1909.
La Ligue patriotique, en dépit de sa proximité avec l'Action libérale populaire, subit aussi pendant cette période l'influence de courants plus intransigeants, comme l'Action française. Il arrive ainsi à la ligue de financer le mouvement de Charles Maurras. De plus, en 1926, lors de la condamnation de l'Action française par le Saint-Siège, la marquise de Juigné refuse dans un premier temps de voter la motion de soumission aux vues du pape. L'ALP disparait par ailleurs peu à peu à l'issue de la Première Guerre mondiale, remplacée politiquement par la Fédération républicaine qui se droitise et se rapproche des catholiques sous la direction de Louis Marin.
Entre 1919 et 1926, la ligue adopte une position de plus en plus anticommuniste du fait de la montée en puissance du PCF, perçu comme une menace importante pour la société.
À partir de 1924, lors de l'épisode des manifestations de la Fédération nationale catholique, la Ligue patriotique des Françaises apporte un soutien logistique important à la mobilisation des catholiques mais est écartée de la direction politique du mouvement, tout comme la Ligue des femmes françaises. Ce soutien inconditionnel à la Fédération nationale catholique (FNC) est également critiqué par les militantes proches de l'Action française. Le mouvement se sépare alors de toutes les adhérentes engagées dans le nationalisme intégral et suit scrupuleusement les directives de la FNC. 
En 1920 se crée l'Union nationale pour le vote des femmes (UNVF), organisation qui milite pour l'octroi du droit de vote aux femmes et s'oppose à Union française pour le suffrage des femmes, jugée hostile aux catholiques. La Ligue patriotique des Françaises se joint à l'UNVF en novembre 1926. Le vote des femmes est envisagé par ces associations comme un bon moyen d'une part de sauvegarder les intérêts de la famille chrétienne et d'autre part de moraliser la vie politique dut fait de l'influence des femmes ; cette conception est donc éloignée de l'égalité démocratique du vote réclamée par les mouvements suffragistes.
Sortant de sa réserve politique habituelle, la ligue mène campagne pour les élections de 1928 et les élections de 1932.
À partir de 1931, la ligue passe sous le contrôle de l'épiscopat français qui en assure la direction via au travers de l'encadrement par les Filles du Cœur de Marie. Puis, sur les demandes appuyées de Pie XI, la Ligue patriotique des Françaises fusionne en 1933 avec la Ligue des femmes françaises pour former la Ligue féminine d'action catholique. Ce rapprochement a été permis par le passage de l'action politique au second plan des préoccupations des deux ligues, apaisant les conflits initiaux. Cette nouvelle ligue, dont la vice-présidence est assurée par la vicomtesse de Vélard — ancienne présidente de la Ligue patriotique —, compte alors plus d'un million d'adhérentes et ne jouera plus de rôle dans les considérations électorales.

## Membres connues
- Mme la baronne de Brigode, présidente de la ligue de 1902 à 1906 ;
- Geneviève Soult de Dalmatie, fondatrice et présidente de la ligue de 1906 à 1910 ;
- Mme la vicomtesse de Vélard, présidente de la ligue de 1910 à 1933[C 4] ;
- Marie Frossard, secrétaire de la ligue de 1902 à 1933 ;
- Germaine Féron-Vrau, responsable départementale du Nord ;
- Madeleine Le Clerc de Juigné, trésorière générale de la ligue ;
- Marie de Liron d'Airoles ;
- Marie de Mac Mahon[B 2] ;
- Mme la marquise de Mac-Mahon[B 2] ;
- Mme la baronne de Dannery[B 2] ;
- Marie du Rostu;
- Octavie Lussigny, Vice-présidente de la Ligue Patriotique des Françaises de Valenciennes.